# Eutrypanus triangulifer
Eutrypanus triangulifer är en skalbaggsart som beskrevs av Wilhelm Ferdinand Erichson 1847. Eutrypanus triangulifer ingår i släktet Eutrypanus och familjen långhorningar.
Artens utbredningsområde är Venezuela. Inga underarter finns listade i Catalogue of Life.